# Saskia Alusalu
Saskia Alusalu (* 14. April 1994 in Adavere) ist eine ehemalige estnische Eisschnellläuferin.
Alusalu begann im Alter von zwölf Jahren mit dem Eisschnelllauf und konzentrierte sich ab 2011 verstärkt auf den Sport, als sie das Vollzeittraining in Inzell aufnahm. Im gleichen Jahr startete sie zum ersten Mal bei den Junioren-Weltmeisterschaften – nachdem sie zuvor bereits am Junioren-Weltcup teilgenommen hatte – und belegte dort beim Sieg von Park Do-yeong den 25. Rang bei 33 Starterinnen über 3000 Meter. In der Saison 2013/14 debütierte die zu diesem Zeitpunkt 19-jährige Alusalu im Eisschnelllauf-Weltcup, als sie in Calgary in der B-Gruppe über 3000 Meter an den Start ging. Dort lief sie in 4:20,12 Minuten estnischen Rekord, belegte aber mit deutlichem Rückstand den 34. Platz bei 37 Teilnehmerinnen. Mit diesem Lauf war Alusalu die erste Estin überhaupt, die das Land in einem Eisschnelllauf-Weltcuprennen vertrat – zuvor hatten jedoch bereits estnische Eisschnellläufer im Trikot der Sowjetunion an solchen Wettkämpfen teilgenommen. Beim vorletzten Weltcup des Winters am 9. März 2014 in Inzell erreichte sie mit sieben Sekunden Rückstand auf die Siegerin Claudia Pechstein den zehnten Rang im Massenstart und gewann damit erstmals Weltcuppunkte. Im Rahmen dieses Rennens zog sie sich aber auch Schnittverletzungen im Brustbereich und am Schenkel zu, die weitere Starts in der Saison verhinderten. Auch in den folgenden drei Saisonen lief Alusalu regelmäßig im Weltcup, kam aber in keinem Rennen in die Top Ten und erreichte überwiegend mittlere Ergebnisse unter den besten Zwanzig der B-Gruppe. Ein herausragendes Ergebnis gelang ihr dafür bei den Eisschnelllauf-Einzelstreckenweltmeisterschaften 2015 in Heerenveen, bei denen sie wie beim Weltcuprennen in Inzell Rang zehn belegte.
Im Weltcup 2017/18 erreichte Alusalu in Calgary ihr bis dahin mit Abstand bestes Weltcup-Ergebnis, als sie sich im Massenstart auf dem vierten Rang platzierte. Dabei hatte sie frühzeitig angegriffen und sich vom Feld abgesetzt, bis drei weitere Athletinnen um die spätere Siegerin Claudia Pechstein auf sie aufschlossen und letztlich überholten. Mit diesem und weiteren guten Ergebnissen qualifizierte sie sich – ebenfalls als erste estnische Eisschnellläuferin – für Olympische Winterspiele. Im Februar 2018 war sie Flaggenträgerin der estnischen Mannschaft in Pyeongchang und ging beim olympischen Massenstartrennen an den Start. Dort erreichte sie den Finallauf, in dem sie die gleiche Taktik wie beim Weltcuprennen in Calgary verfolgte und frühzeitig die Führung übernahm. Auch hier wurde sie letztlich vom Feld überholt, erreichte aber aufgrund der bei Zwischensprints gewonnenen Punkte den vierten Rang im Gesamtergebnis. Sie wurde 2018 zu Estlands Sportlerin des Jahres gewählt.
Neben ihrer Eisschnelllauf-Karriere studierte Alusalu an der Universität Tallinn. Sie ist 11-fache nationale Meisterin. Im August 2021 gab sie bekannt, trotz bereits laufendem Training für die Olympischen Winterspiele 2022 in Peking, ihre Karriere als Eisschnellläuferin zu beenden, da sie sich mehr auf ihr Privatleben konzentrieren möchte und sich den körperlichen Belastungen nicht mehr gewachsen sieht. Neben ihrem aktuellen Physiotherapie-Studium an der Universität Tartu, hat sie ein Trainerdiplom erworben, um künftig als solche tätig zu sein.